# Еуствогьой
Еуствогьой або Ествоге (норв. Austvågøy) — найбільший північно-східний острів в архіпелазі Лофотен, розташований в фюльке Нурланн в Норвегії. Площа острова 526,7 км², він простягається на 40 км зі сходу на захід і на 30 км з півночі на південь. Острів є гірським масивом, з низовинами біля узбережжя. Найвища гора острова — Хігравстінден (норв. Higravstinden), 1146 м, розташована в східній частині острова. Також у східній частині розташовані гори Svartsundtindan (1050 м), Trolltindan (1045 м) і Olsanestind (1000 м), проте найвідоміша гора Вогакаллен (норв. Vågakallen, 942 м), знаходиться в південно-західній частині острова.
Велика частина комуни Воган розташована на острові, однак північно-східна частина острова належить до комуни Хадсель. Головне місто острова — Сволвер. Острів має популярність серед альпіністів. Відомий фіорд Тролльфьорд розташований в східній частині острова.
Еуствогьой з'єднаний з островом Хінньоя мостом Рафтсундет, з островом Гімсьой мостом Гімсьой.

## Назва
Норвезькою формою назви було Vágøy. Перший елемент назви — назва старовинної церкви, розташованої в Вогані, закінчення назви — слово øy, яке означає острів. Слово aust (схід) було додано до назви пізніше, для відмінності від острова Вествогьоя.

## Галерея

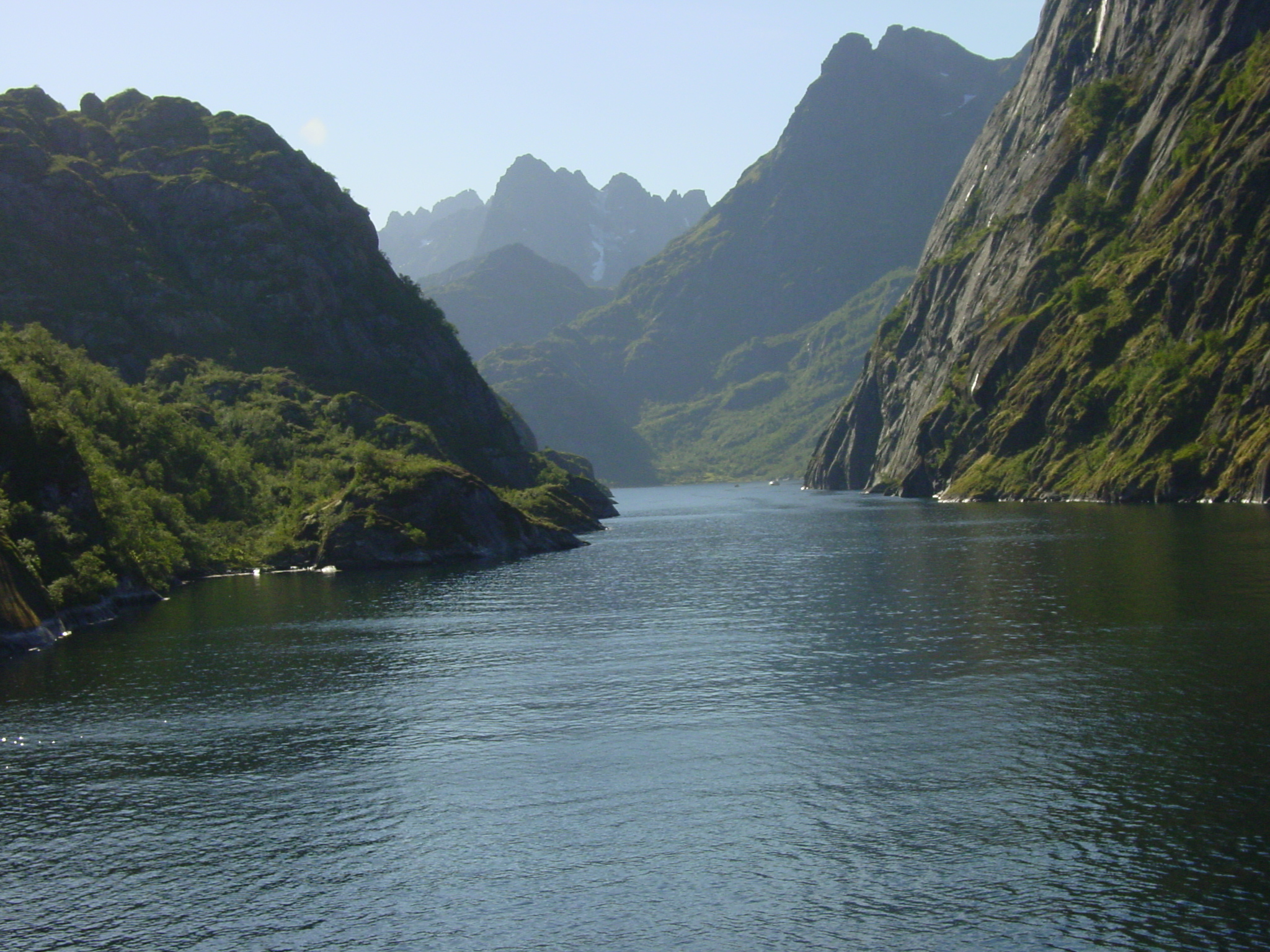
Тролльфьорд
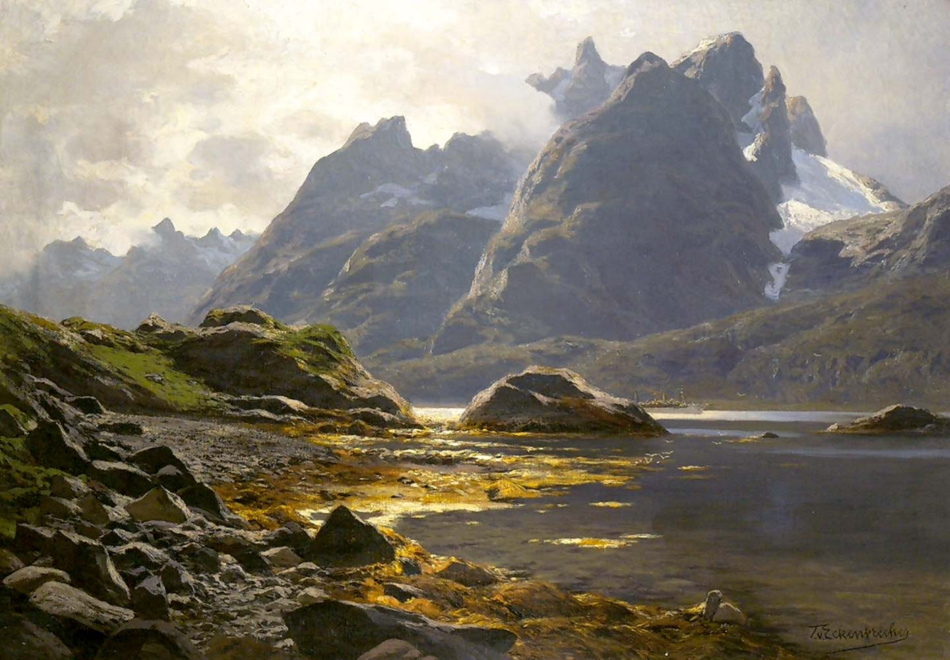
Протока Рафтсуннет між островами Еуствогьой і Хінньоя, автор Eckenbrecher
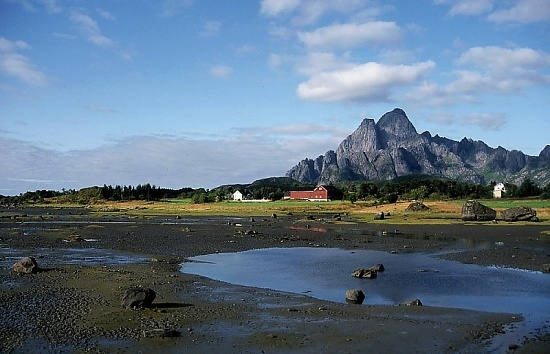
Гора Вогекаллен, висота 942 м
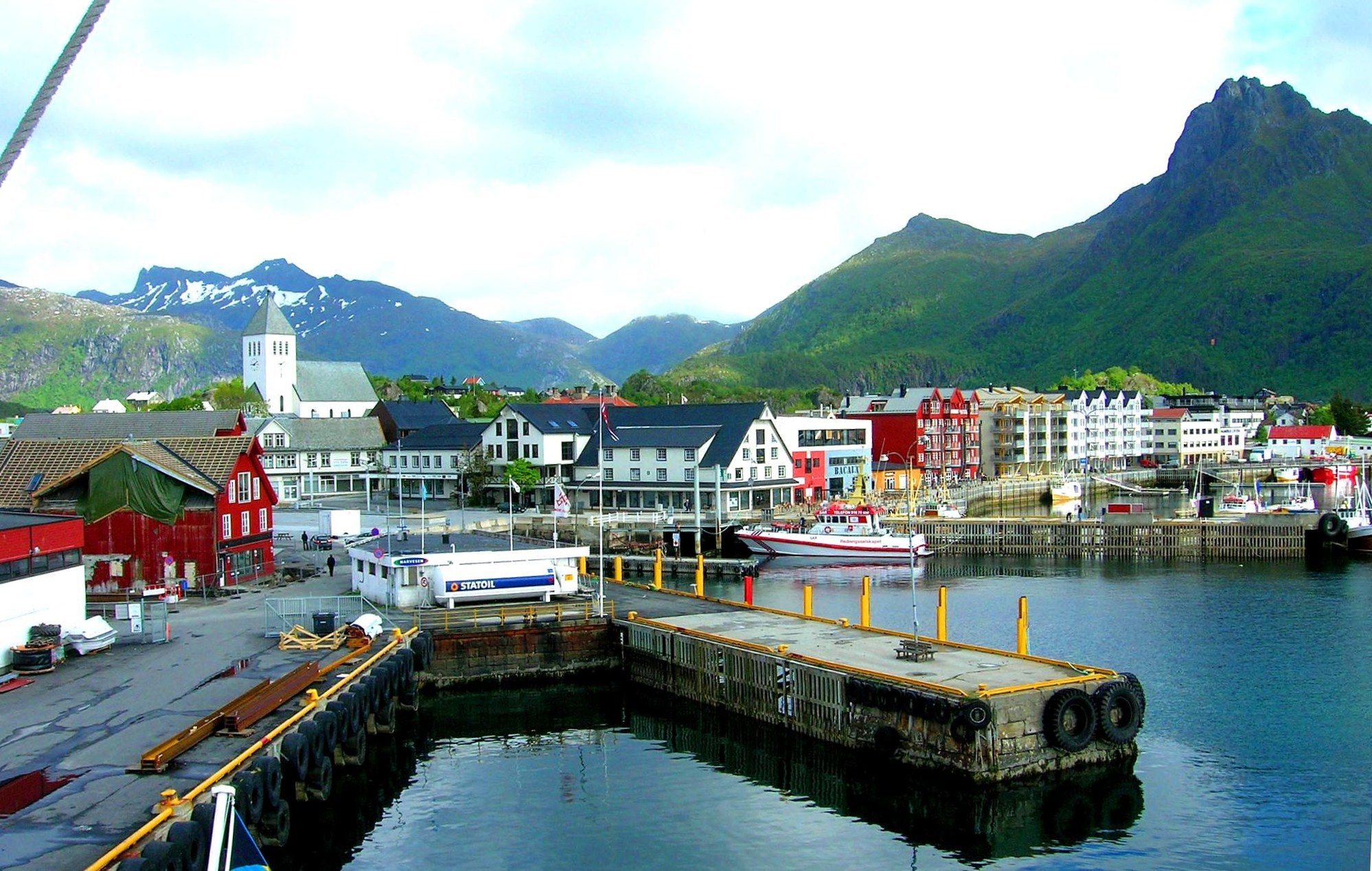
Порт
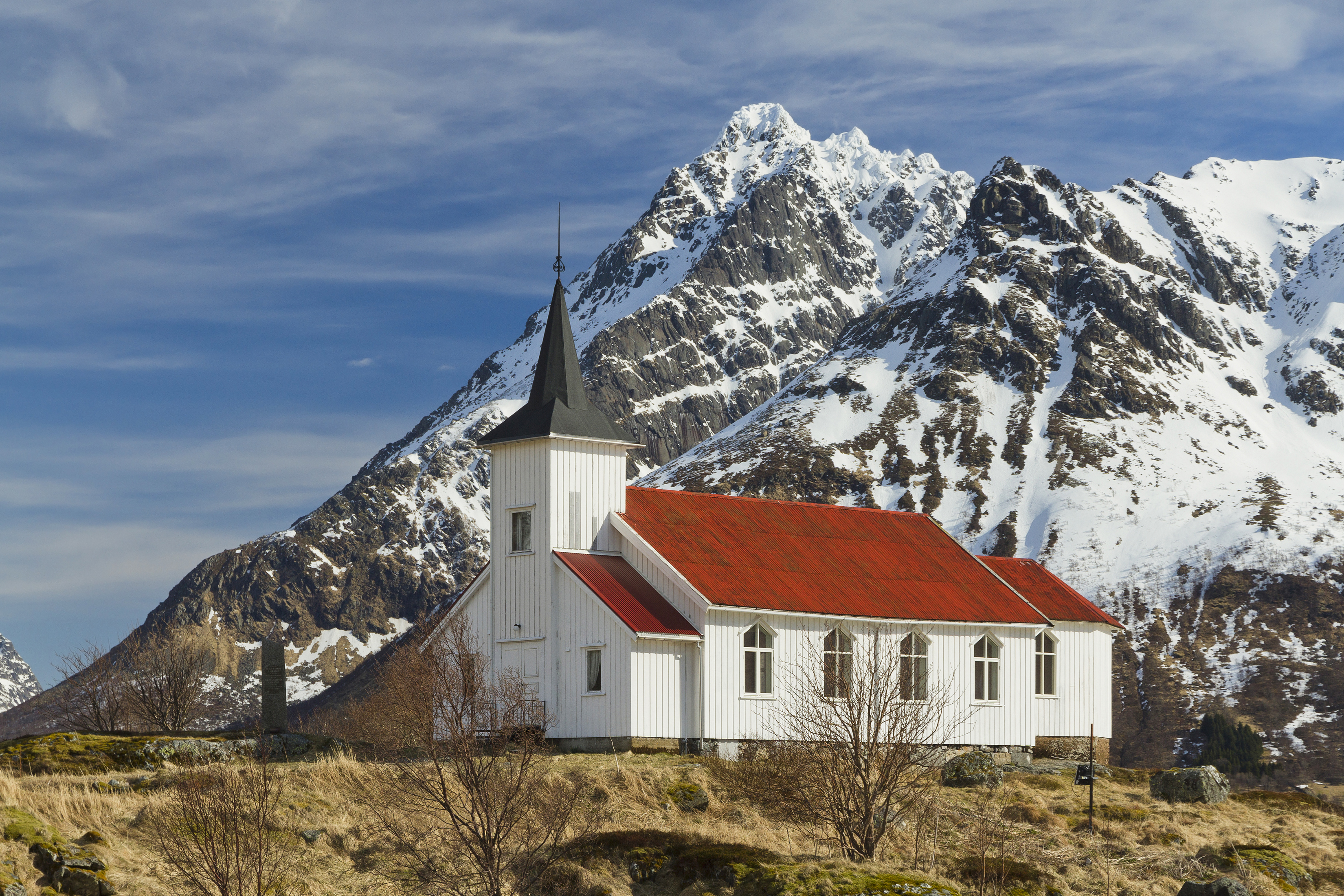
Церква Сілдполлнер, позаду гора Хігравстіндар, найвища гора острова
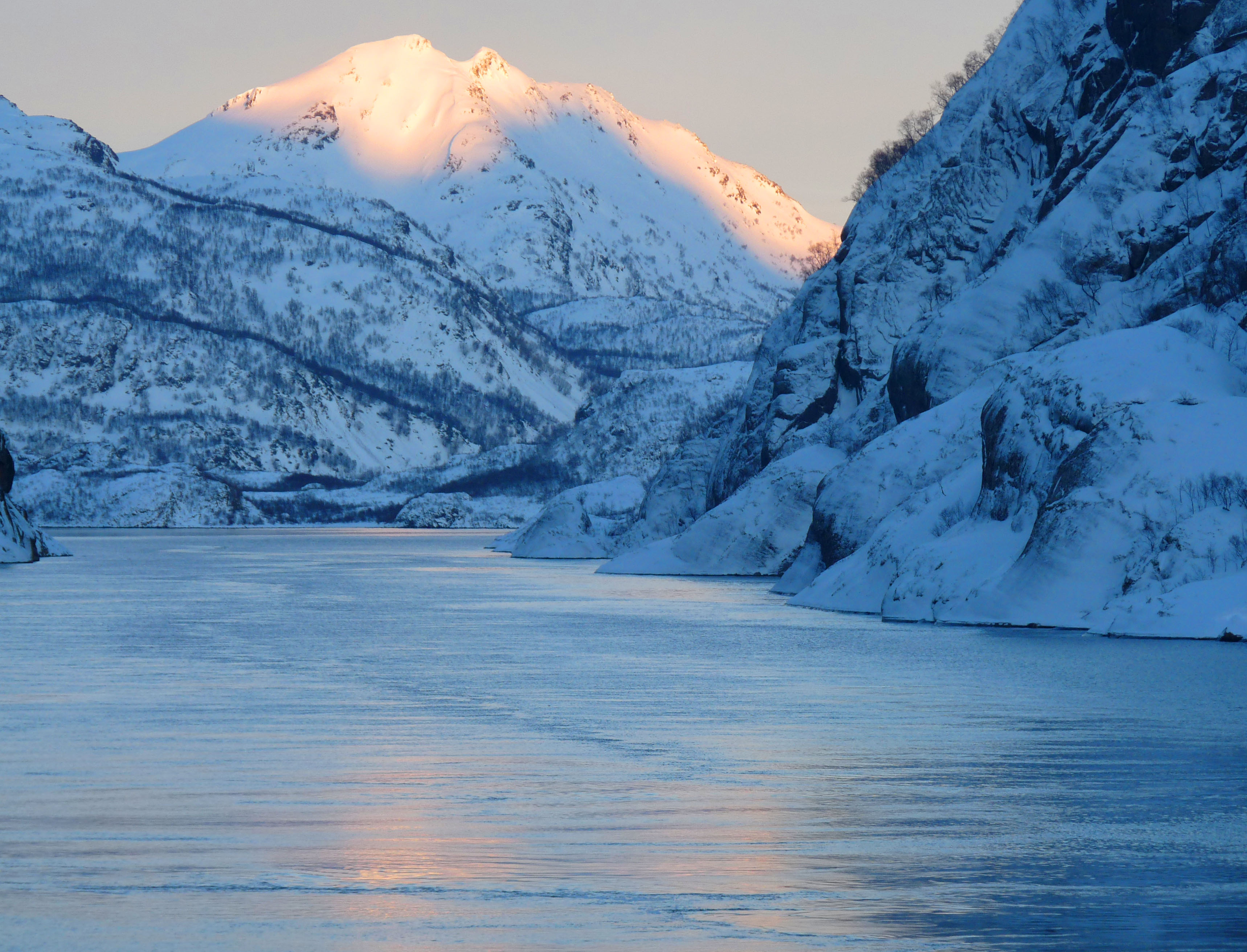
Захід сонця
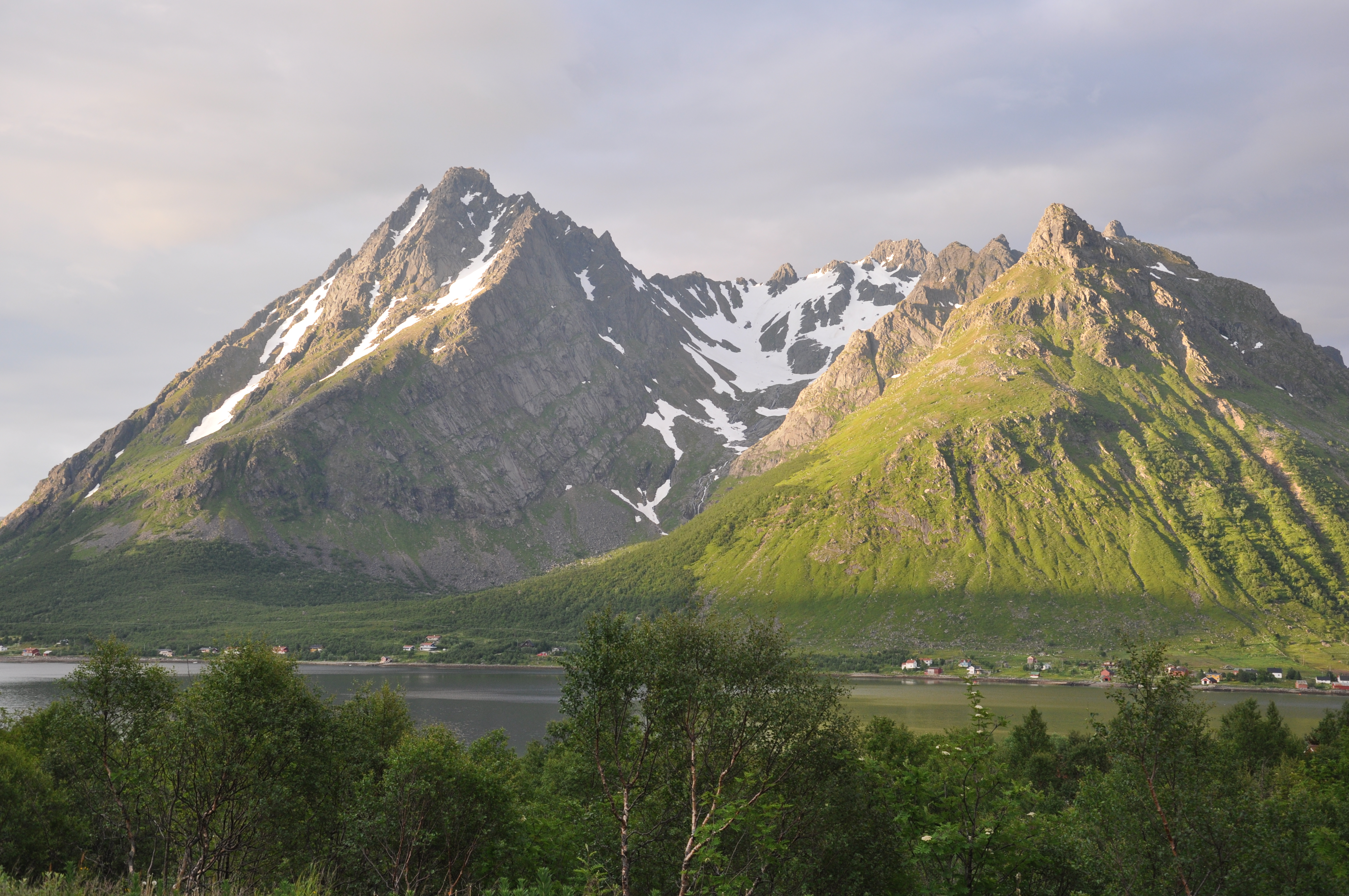
Гори Ліланд і Еустнесфьорден
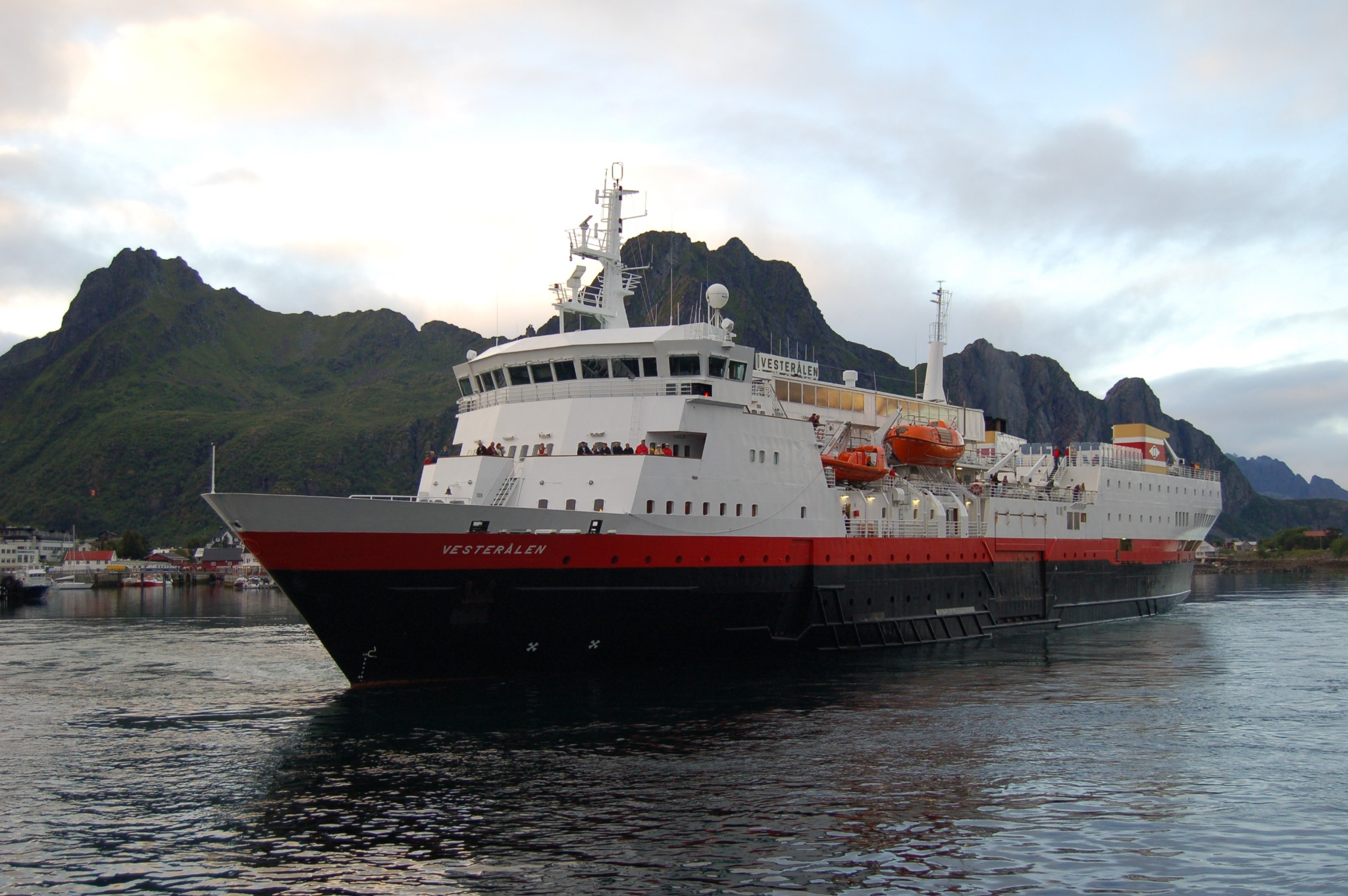
судно Vesterålen
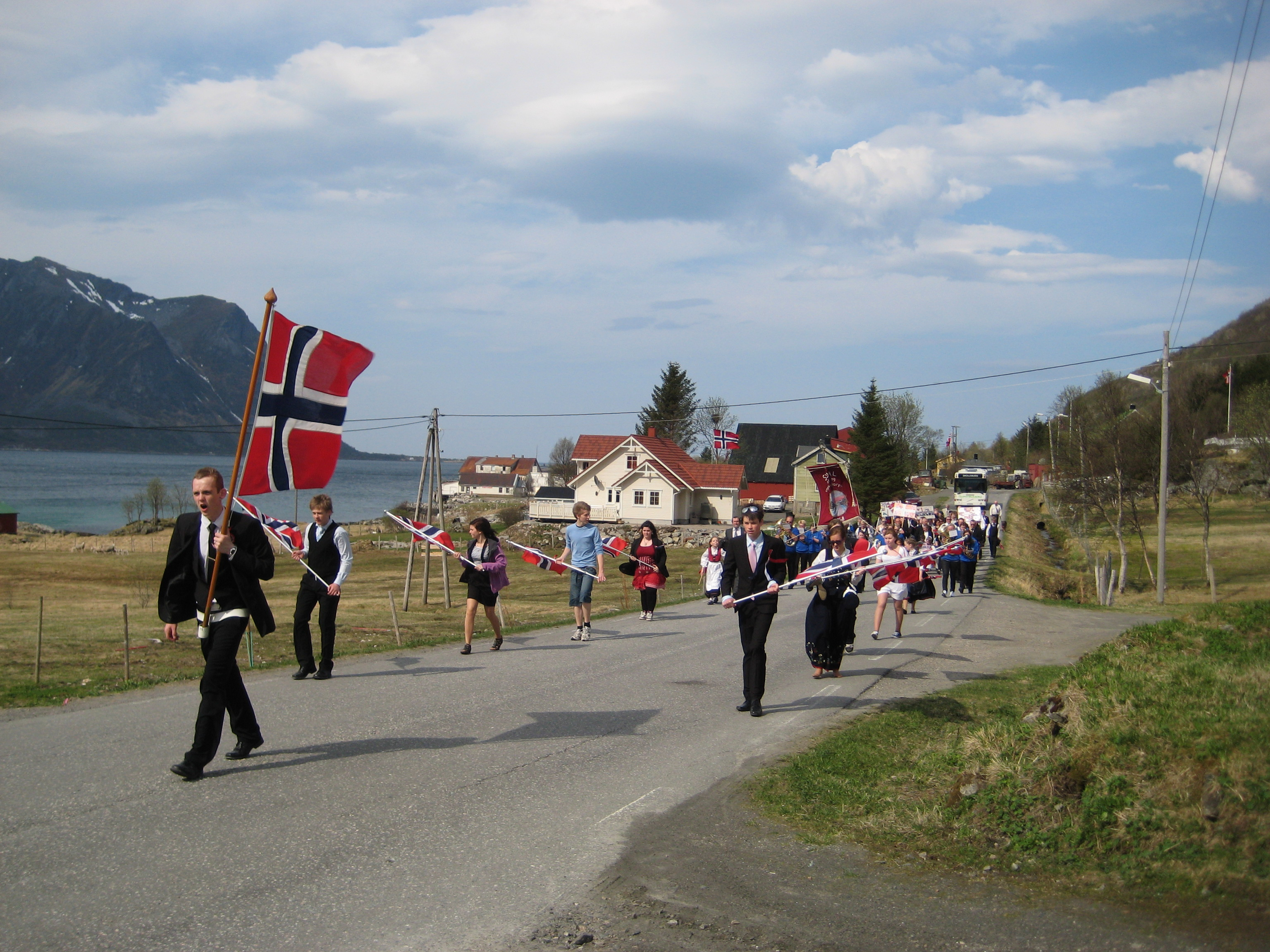
Святкування дня Конституції